# شجرة مطاط سهلية
شجرة مطاط سهلية أو هيفيا سهلية (الاسم العلمي: Hevea camporum) هي نوع نباتي يتبع جنس شجرة مطاط من الفصيلة الفربيونية.